# 尾上兼英
尾上 兼英（おのえ かねひで、1927年(昭和2年)4月 - 2017年(平成29年)5月11日）は、日本の中国文学者、近代文学を専攻。
岡山県津山の渡辺家に生まれ、尾上柴舟の養嗣子となる。1952年東京大学文学部中国文学科卒。1957年大学院（旧制）修了、東大文学部助手、1961年北海道大学文学部助教授、1968年東大文学部助教授併任、1971年東京大学東洋文化研究所教授、1984年同所長。東大評議員を務め1988年に定年退官、名誉教授、神奈川大学教授在職中は、学生の短期語学留学を引率した。1999年退職。
肺炎のため2005年5月11日に死去、90歳。同年秋、瑞宝中綬章を受勲。

## 著書
- 『魯迅私論』 汲古書院、1988

共著
- 『スタート高校漢文』 大川忠三共著、旺文社、1980

### 監修
漢字の成り立ちを小学生向けに監修した『旺文社小学漢字新辞典 改訂版』では、「櫻」の解説を次のように述べた。
「なりたち／形声」「旧字体は櫻。いみをしめす木と、音をしめす嬰（エイ→オウ。小さい）を合わせた字。小さい実（さくらんぼ）のなる木のいみ。—
- 旺文社 編『中学漢字に強くなる辞典』旺文社、1978
- 『旺文社小学漢字新辞典 改訂版』旺文社、1985
  - 1997年改版。
- 『小学漢字新辞典』旺文社、1987
- 川嶋優 編『小学生のための漢字をおぼえる辞典』旺文社、1990
  - 2001年改版。2011年改版、五味太郎 絵。
- 旺文社 編『旺文社小学漢字新辞典』旺文社、1991
  - 2001年、2002年、2010年改版。

### 翻訳
- 『中国の革命と文学 1 魯迅集』 丸山昇共編、平凡社、1971

### 論文
- 「屈原」『中国の名著 : 倉石博士還暦記念』東京大学文学部中国文学研究室 編、勁草書房、1961[8]
- 「魯迅（1881-1936）」『中国の思想家 : 宇野哲人博士米寿記念論集』下巻、東京大学文学部中国哲学研究室 編、東京 : 勁草書房、1963[9]
- 「魯迅の目にうつった一日本人: 本多静六（作家をとおして〈特集〉アジアの中の日本-文学的側面）」『日本文学』日本文学協会、1962[10]
- 「明代白話小説ノート : 短編小説・「三言」（1）」『東洋文化研究所紀要』東京大学東洋文化研究所、1967-11[11]
- 「庶民文化の誕生」『中世 第3 内陸アジア世界の展開 第1』〈岩波講座世界歴史 第9〉岩波書店、1970[12]
- 「東南アジア華人社会における演芸」『東洋文化研究所紀要』東京大学東洋文化研究所、1978-03[13]
- 「東南アジア華人社会の伝統芸能 : 農暦七・八・九月の祭祀と地方劇」『東洋文化研究所紀要』東京大学東洋文化研究所、1980-03[14]
- 「東南アジア華人社会の伝統芸能 : 農暦七・八・九月の祭祀と地方劇」『東洋文化研究所紀要』東京大学東洋文化研究所、1981-02[15]
- 「明代白話小説ノート : 短篇小説・『三言』（2-1）」『東洋文化研究所紀要』東京大学東洋文化研究所、1981-11[16]
- 「（2-1） 清代の会館演劇について」『アジアの社会と文化』東京大学東洋文化研究所 編、東京大学出版会、1982[17]
- 「田仲一成著『中国祭祀演劇研究』」『中哲文学会報』東大中哲文学会、1983-06[18]
- 「東南アジア華人社会の伝統芸能 : 農暦7・8・9月の祭祀と地方劇〔含 資料〕」『東洋文化研究所紀要』東京大学東洋文化研究所、1988-03[19]
- 「中国語学短期留学の報告－引率教員の目から－」『NEWS LETTER』神奈川大学外国語研究センター、1991-03[2]
- 「中国語学短期留学の報告－引率教員の目から－」『NEWS LETTER』神奈川大学外国語研究センター、1991-03[3]
- 「序」『中国民衆史への視座 : 神奈川大学中国語学科創設十周年記念論集』神奈川大学中国語学科 編、東方書店〈新シノロジー ; 歴史篇〉、1998[20]
- 「私と中国研究 : 中国・魯迅との出会い」（〈特集1〉日・中関係100年を問う～二十一世紀を見据えて : 中国語学科創設十周年（1997年）記念シンポジウム）『人文研究 : 神奈川大学人文学会誌』神奈川大学、2003-06-01[21]